# شاطئ بيتاني

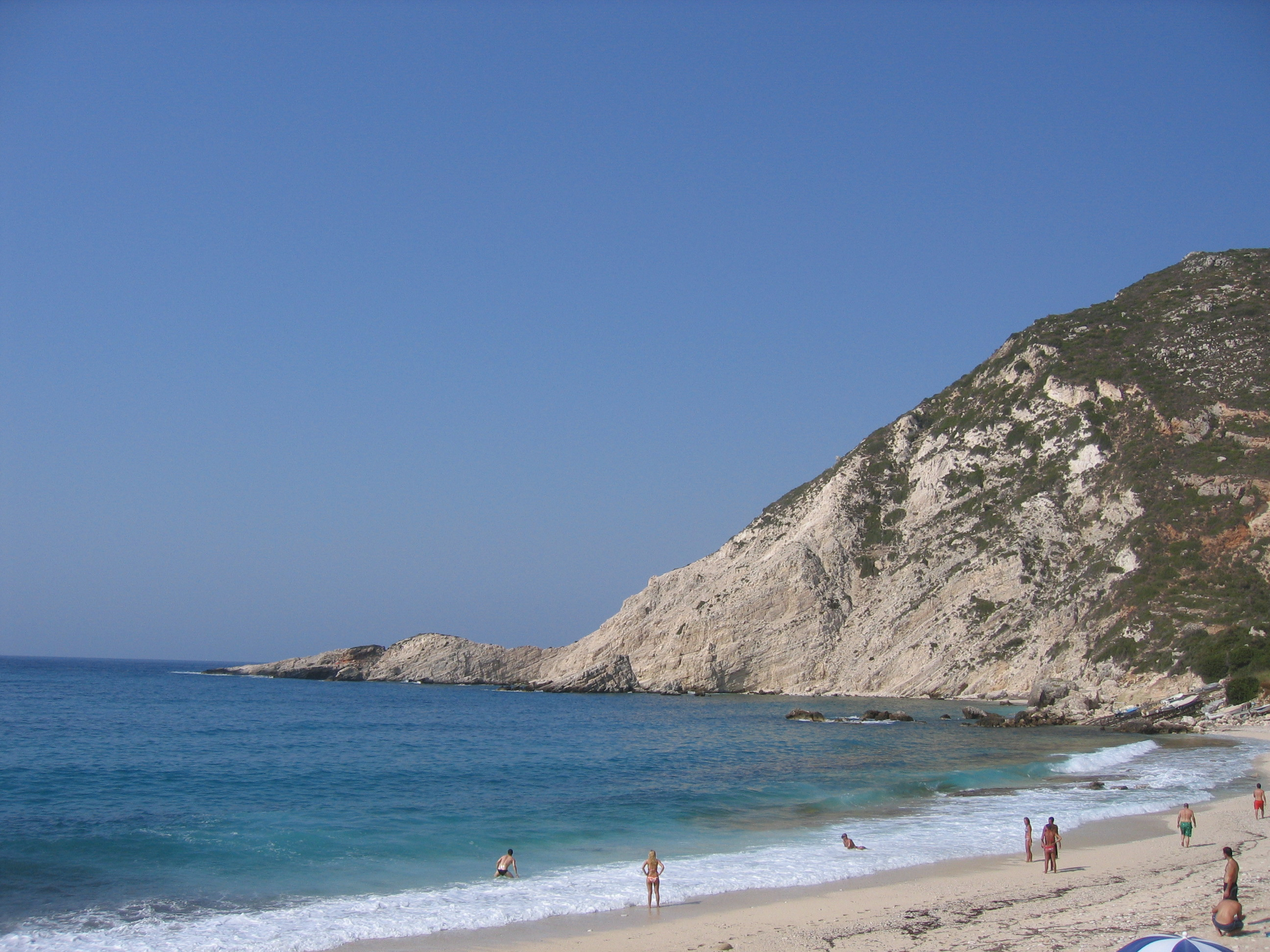
شاطئ بيتاني برماله البيضاء، مدعوم بمنحدرات من الحجر الجيري الأبيض

يقع شاطئ بيتاني (المعروف أيضًا باسم بيتانوي) في الشمال الغربي من باليكي، في كيفالونيا، اليونان. أقرب بلدة كبيرة له هي ليكسوري.

## مميزات الشاطئ
يقع الشاطئ في قاعدة طريق شديد الانحدار، وتحيط به الجبال، في خليج منحني مع شريط من الحصى والشاطئ الرملي يصل عرضه إلى 50 مترًا في بعض الأماكن. يبلغ طول الشاطئ حوالي 600 متر، مع الجزء يلي يستخدمه السباحون.
يشتهر شاطئ بيتاني بجماله الرائع، حيث يقارنه العديد من الزوار بنسخة أصغر من شاطئ ميرتوس. إنه شاطئ ذو علم أزرق. النشاط المفضل هو السباحة في المساء قبل مشاهدة الألوان المتغيرة على البحر مع غروب الشمس في الغرب.
ينحدر الشاطئ بسرعة بحيث لا يمكن للمرء إلا أن يخرج لمسافة قصيرة من الشاطئ قبل أن يخرج عن العمق.

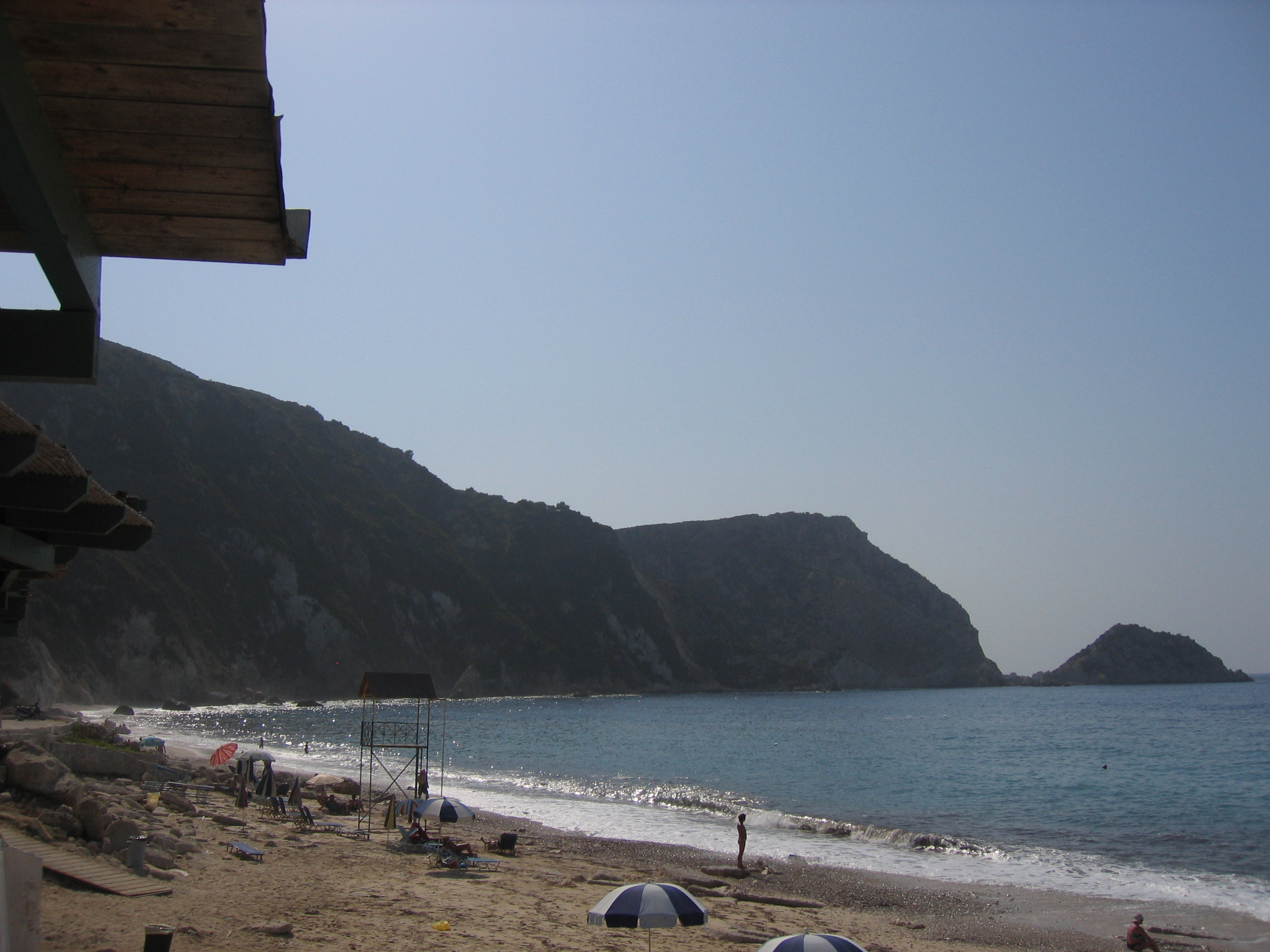
شاطئ بيتاني المطل على جانبه الجنوبي

## جيولوجيا
تتكون منحدرات التلال المحيطة شديدة الانحدار في شاطئ بيتاني من الحجر الجيري المحلي المغطى بالنباتات الشجرية.

## السفر والمرافق
يؤدي الطريق المنحدر والمتعرج والمنحني القاسي ولكنه جيد الصنع إلى منطقة الشاطئ.
ولا توجد مواصلات عامة على الشاطئ.
في نهاية الطريق، يقع موقف السيارات على الطريق أو في موقفين صغيرين للسيارات مرتبطين بحانات محددة. يمكن أن تكون مزدحمة في ذروة الموسم السياحي. يتوفر موقف سيارات مدفوع أيضًا.
يحتوي الشاطئ على حانتين كبيرتين، تقدم كل واحدة مجموعة من الوجبات الكاملة بالإضافة إلى المشروبات والوجبات الخفيفة.